# Viehhausen (Wasserburg am Inn)
Das Dorf Viehhausen ist ein Gemeindeteil der Stadt Wasserburg am Inn im oberbayerischen Landkreis Rosenheim.

## Geografie
Viehhausen befindet sich etwa fünf Kilometer westlich des Ortszentrums von Wasserburg und liegt auf einer Höhe von 483 m ü. NHN.

## Geschichte
Durch die Verwaltungsreformen zu Beginn des 19. Jahrhunderts im Königreich Bayern wurde der Ort ein Bestandteil der Landgemeinde Attel, zu der auch die Gemeindeteile Attlerau, Au, Edgarten, Elend, Gabersee, Gern, Heberthal, Kobl, Kornberg, Kroit, Limburg, Osterwies, Reisach, Reitmehring, Rottmoos, Seewies und Staudham gehörten. Im Zuge der kommunalen Gebietsreform in Bayern in den 1970er-Jahren wurde Viehhausen im Jahr 1978 zusammen mit dem größten Teil der Gemeinde Attel in die Stadt Wasserburg eingegliedert. Im Jahr 2012 zählte Viehhausen 52 Einwohner.

## Verkehr
Die Anbindung an das öffentliche Straßennetz wird durch mehrere Gemeindestraßen hergestellt, die Viehhausen unter anderem mit den Bundesstraßen 304 und 15 verbinden. Im Westen des Dorfes kreuzt die Bahnstrecke Rosenheim-Mühldorf die Verbindungsstraße nach Edling. Da sich an diesem nur mit Blinklicht gesicherten Bahnübergang 2013 und 2018 tödliche Unfälle ereigneten, soll dort eine Lichtzeichenanlage mit Halbschranken installiert werden. Auch die BR-Sendung quer hat darüber kurz nach dem zweiten Unfall berichtet.